# Ried (Rastatt)

Übersichtskarte des Rieds
Legende:
P: Plittersdorf
O: Ottersdorf
W: Wintersdorf
MB: Mercedes-Benz-Werk Rastatt
R: Rastatt
F: Rheinfähre Plittersdorf – Seltz
B: Rheinbrücke Wintersdorf
S: Steinmauern
M: Munchhausen (Elsass)

Ried wird ein von den Dörfern Ottersdorf, Plittersdorf, Wintersdorf sowie dem Rhein eingegrenztes Gebiet der Stadt Rastatt genannt. Nach dem Ende der letzten Eiszeit verlief der Rhein durch das Gebiet, jedoch nicht in einem einzigen Flussbett, sondern in mehreren Seitenarmen. Der exakte Verlauf änderte sich aber mehrfach. So lagen die Riedorte zumindest zwischen 1310 und 1464 auf einer Rheininsel. Endgültig rechtsrheinisch (d. h. östlich des Rheins gelegen und damit Teil Badens) wurde das Ried erst im 19. Jahrhundert infolge der Rheinbegradigung.

## Die Riedorte
Die Dörfer des Rieds gehören zu den ältesten im ganzen Landkreis Rastatt.
Die Rieddörfer sind:
- Plittersdorf (erstmals im Jahr 731 erwähnt)
- Muffenheim (erstmals im Jahr 790 erwähnt, zwischen 1481 und 1511 aufgegeben, oft auch als Muffelheim bezeichnet)
- Wintersdorf (erstmals im Jahr 799 erwähnt)
- Ottersdorf (erstmals im Zeitraum 984 bis 996 erwähnt)
- Dunhausen (erstmals um das Jahr 1310 erwähnt, im Rhein untergangen um 1583, in der Folge aufgegeben)

Weiterhin ist in der Schenkungsurkunde von 731, in der auch Plittersdorf erstmals erwähnt wird, von einem Ort Unnenhaim die Rede, der später jedoch nicht mehr erscheint. Es könnte sich um eine frühe Nennung von Dunhausen gehandelt haben.
Möglicherweise sind Ottersdorf und Wintersdorf schon im Jahr 774 erwähnt worden. In einer von Johann Kaspar Zeuss im Jahr 1842 veröffentlichten Schenkungsurkunde aus den ältesten Beständen des Klosters Weißenburg wird dokumentiert, dass am 6. Januar 774 der Großgrundbesitzer Sigibald dem Abt des Klosters Ermbert, der auch Bischof von Worms war, mehrere Schenkungen der Beinheimer Gemarkung machte. Darunter waren auch die leibeigene Bauern Ortaharius bzw. Ortharius mit seiner Frau Nana samt Kindern und Winihiarius mit seiner Frau Sigihilda. Es wird angenommen, dass aus diesen Höfen die beiden Orte Ottersdorf und Wintersdorf entstanden.
Das reale Alter der Dörfer ist freilich höher, da nicht jeder Ort zeitnah nach dessen Gründung erwähnt wurde. Es ist anzunehmen, dass Muffenheim im 4. oder 5. Jahrhundert gegründet wurde, die Orte mit der Endung -dorf im 6. Jahrhundert und Dunhausen im 7. Jahrhundert.

### Die Aufgabe der Orte Muffenheim und Dunhausen
Die Entvölkerung Muffenheims begann schon vor 1472, wie sich aus Urkunden belegen lässt, die den Umzug ganzer Höfe in die anderen Gemeinden der Umgebung erwähnen. Die Einwohner von Muffenheim siedelten sich wahrscheinlich vorwiegend in Ottersdorf und Plittersdorf an. Die Gründe hierfür sind spekulativ. Eine Verschiebung des Rheinlaufs in gefährliche Nähe von Muffenheim ist als Auslöser denkbar, der in der Folge auch den Umfang der bewirtschaftbaren Fläche verringert haben dürfte. Dass der ganze Ort im Rhein unterging, ist hingegen unwahrscheinlich, da bei Ausgrabungen mittelalterliche Spuren des Dorfes gefunden werden konnten. Auch eine Brandkatastrophe ist als Grund für die Aufgabe des Dorfes denkbar. So wurde das Ried um 1459 herum von Friedrich von Fleckenstein geplündert. Bei solchen Plünderungen war auch das Anzünden der Häuser nicht unüblich. Heute erinnert an den Ort nur noch das sogenannte „Muffelheimer Feld“, ein Gebiet zwischen Plittersdorf, Ottersdorf und Rhein. Außerdem gibt es in Plittersdorf eine Straße namens „Muffenheimer Weg“.
Dunhausen ereilte im Jahre 1583 eine Flutkatastrophe, bei der es im Rhein unterging. Die Bewohner siedelten daraufhin nach Wintersdorf um. Die Zusammenlegung der beiden Orte wurde am 15. Juli 1598 nachträglich durch Markgraf Ernst Friedrich bestätigt.

## Geografie
Das Ried liegt in der Oberrheinebene und weist keine nennenswerten Erhebungen auf. Wintersdorf liegt ca. 1,8 km vom Rhein entfernt und verfügt über eine Fläche von 7,57 km². Der Ortskern von
Plittersdorf berührt den sogenannten Altrhein, einen bei der Rheinbegradigung abgeschnittenen Seitenarm des Rheins. Der Rhein selbst liegt ca. 1 km vom Ort entfernt. Die Plittersdorfer Gemarkung umfasst 12,97 km². Ottersdorf liegt am weitesten (ca. 2,4 km) vom Rhein entfernt und ist der einzige Riedort, dessen Gemarkung der Rhein nicht berührt. Die zugehörige Fläche ist 7,69 km². Insbesondere Wintersdorf und Plittersdorf sind sporadisch vom Hochwasser des Rheins betroffen. Die Gebiete Plittersdorfs, die zwischen Altrhein und Rhein liegen, werden hierbei gelegentlich überschwemmt.
Die Nachbarorte sind im Süden Iffezheim, im Norden Steinmauern und im Osten Rastatt. Im Westen grenzt das Ried an den Rhein und damit indirekt an die elsässischen Orte Beinheim und Seltz.
Neben dem Rhein und dem Altrhein gibt es noch den Riedkanal, der von Iffezheim an Wintersdorf vorbei nördlich am Mercedes-Benz-Werk in Rastatt vorbeiläuft und in Steinmauern endet. Es handelt sich dabei um einen ehemaligen Rheinarm, der noch im Mittelalter schiffbar war.
Zwischen Plittersdorf und Steinmauern mündet die Murg in den Rhein.

## Bevölkerung und Religion
Der sowohl flächen- als auch bevölkerungsmäßig größte Riedort ist Plittersdorf mit 3.080 Einwohnern. Ottersdorf hat 2.418 Einwohner, Wintersdorf 1.936 Einwohner. Die Bevölkerungsdichte ist mit 302 Einwohnern pro km² in Ottersdorf am höchsten, in Plittersdorf mit 230 Einwohnern pro km² am niedrigsten.
Wie Rastatt selbst sind die Riedorte katholisch geprägt. Ursprünglich war die Kirche für die Riedbewohner im elsässischen Seltz. Als der Rhein seinen Flusslauf bei einem Hochwasser im Jahr 1307 änderte, und dabei sowohl die Kirche in Seltz zerstörte und die Rieddörfer von Seltz trennte, wurde die Anreise zu Gottesdiensten wegen der notwendigen Flussüberquerung beschwerlich. 1371 wurde daher nach Genehmigung des Papstes eine Kaplanei in Ottersdorf aufgebaut, die dann im Jahr 1415 zu einer Pfarrei wurde. Hierdurch war Ottersdorf über mehrere Jahrhunderte politisch wie kirchlich Zentrum des Rieds. Alle drei Riedorte verfügten über eine eigene Gemeinde, welche zum Erzbistum Freiburg gehören. Wegen des Priestermangels wurden im Erzbistum Freiburg ab 2000 die Pfarreien nach und nach zu Seelsorgeeinheiten zusammengefasst. Im Jahr 2007 bildeten die Pfarreien St. Michael Wintersdorf und St. Ägidius Ottersdorf zusammen mit der Gemeinde St. Birgitta Iffezheim die Seelsorgeeinheit Iffezheim-Ried. Am 1. August 2012 kam auch die Pfarrei St. Jakobus Plittersdorf hinzu. Seit 1. Januar 2015 sind alle vier Pfarreien in der Katholischen Kirchengemeinde Iffezheim-Ried zusammengefasst.
Ottersdorf hat darüber hinaus eine kleine evangelische Kirche, die in einem in den 1990er Jahren umgebauten Gebäude untergebracht ist. Ottersdorf und Wintersdorf gehören zur Paul-Gerhardt-Gemeinde, die ihren Hauptsitz in Iffezheim hat und weiterhin Hügelsheim umfasst. Für Plittersdorf ist die Petrusgemeinde in Rastatt zuständig.

## Politische Gliederung
Bis ins 17. Jahrhundert hinein waren die Rieddörfer eine einzige Gemeinde, danach wurden drei einzelne Gemeinden gebildet. In den 1970er Jahren wurden alle drei Rieddörfer in Rastatt eingemeindet. Seither sind sie nur noch Ortsteile Rastatts und stellen je 2 Gemeinderäte. Jeder von ihnen hat einen eigenen Ortschaftsrat sowie einen Ortsvorsteher.
Das Ried ist seit dem Zweiten Weltkrieg Teil des Landkreises Rastatt. Da der Stadtkreis Baden-Baden im Zuge der Gemeindereform nicht in diesen integriert wurde, ist er heute vollständig vom Rastatter Landkreis umschlossen. Der zur Baden-Badener Gemarkung gehörende Wald reicht teilweise weit über das bewohnte Stadtgebiet hinaus. So gehört ein Waldstück zwischen Ottersdorf und Wintersdorf zu Baden-Baden, das nur über eine rund 50 Meter breite Verbindung mit dem Stadtkreis zusammenhängt. Hierdurch grenzt das Ried an einigen Stellen direkt an den Stadtkreis Baden-Baden, obwohl der nächste zu diesem gehörende Ort, Sandweier, mehr als 5,5 km entfernt liegt.

## Bildung
In Wintersdorf gab es bis zum Ende des Schuljahres 2014/15 eine Hauptschule, die Hauptschule im Ried. Bis 2013 beherbergte diese auch eine Werkrealschule. Da es in diesem Jahr mangels Anmeldungen nicht gelang, eine 5. Klasse zu bilden, musste die Hauptschule im Ried als eigenständige Schule geschlossen und als Außenstelle der in Rastatt ansässigen Gustav-Heinemann-Schule betrieben werden. In Wintersdorf gab es früher eine Volksschule.
Im Ried befinden sich zwei Grundschulen, je eine in Ottersdorf und Plittersdorf. Die Ottersdorfer Schule ist auch für Wintersdorf zuständig. Am 27. Juni 2022 wurde vom Rastatter Gemeinderat beschlossen, ab dem Schuljahr 2023/24 eine Zweigstelle der Schule in der ehemaligen Hauptschule Wintersdorf einzurichten. Im gleichen Zuge wurde das Angebot einer zweisprachigen deutsch-französischen Grundschule eingestellt. Die Schule trägt mittlerweile den Namen Grundschule Ottersdorf/Wintersdorf.

## Verkehr und Infrastruktur

### Rheinübergänge
Im Ried liegt heute ein Rheinübergang, die Fähre von Plittersdorf nach Seltz. Die Rheinbrücke Wintersdorf gehört zu Iffezheim, liegt aber näher am Ried und nahe der Gemarkungsgrenze.

#### Fähre Plittersdorf – Seltz

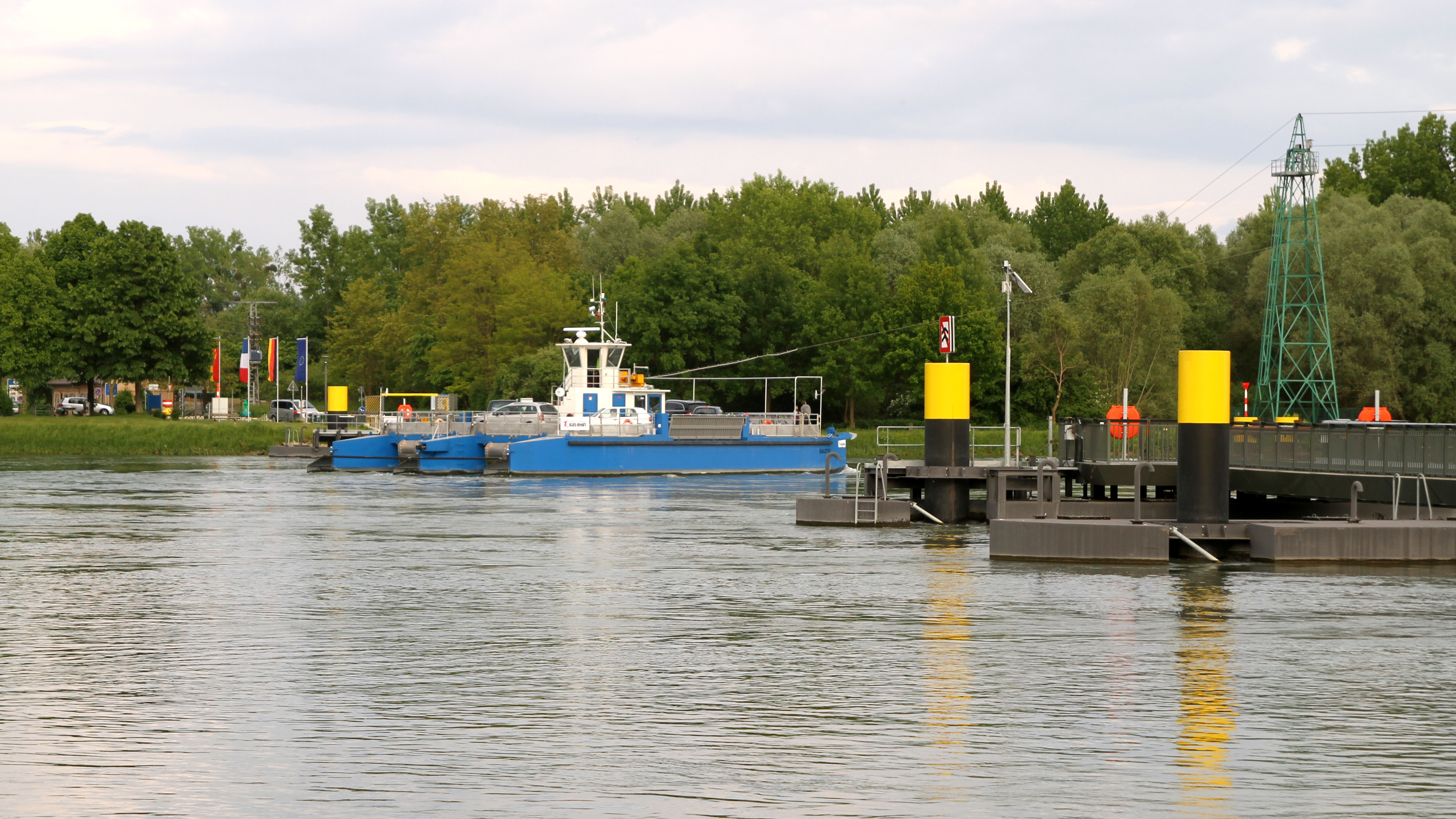
Rheinfähre

Die Rheinfähre Plittersdorf – Seltz verbindet als Gierseilfähre die französische Gemeinde Seltz auf dem linken Rheinufer mit dem deutschen Plittersdorf am rechten Rheinufer. Betreiber ist das französische Département Bas-Rhin im Elsass.
Bei Plittersdorf gab es einen schon 1310 erstmals erwähnten Fährbetrieb über den Rhein, der den Riedflecken mit Seltz verband. Seit 1872 existiert eine Fähre an der heutigen Übergangsstelle. Von 1956 bis 2005 war eine Gierseilfähre in Betrieb, die aber nach einem Unfall ausgemustert wurde. Der Betrieb begann wieder mit der neu gebauten Fähre Saletio im September 2010. Nach einer Unterbrechung wegen Sicherheitsbedenken und der Behebung der Probleme ist die Fähre nun regulär im Einsatz.
Heute findet sich unmittelbar neben den brückenartig in den Strom reichenden Zufahrts-Pontons (bis 2008 stillgelegt) ein Schiffsanleger, an dem gelegentlich auch größere Rhein-Passagierschiffe für Landausflüge festmachen. Auf deutscher Seite befindet sich in unmittelbarer Nähe ein Restaurant sowie ein großer Spielplatz. Die Zollstation stand nach dem Abbau der Grenzkontrollen infolge des Schengener Abkommens einige Jahre leer und wurde mangels geeigneter Nachfolgenutzung abgerissen. Auf französischer Seite finden sich ein kleineres Restaurant sowie ein PAMINA-Informationszentrum mit Tourismusbüro und ein beliebter Baggersee mit Campingplatz.

#### Rheinbrücke Wintersdorf

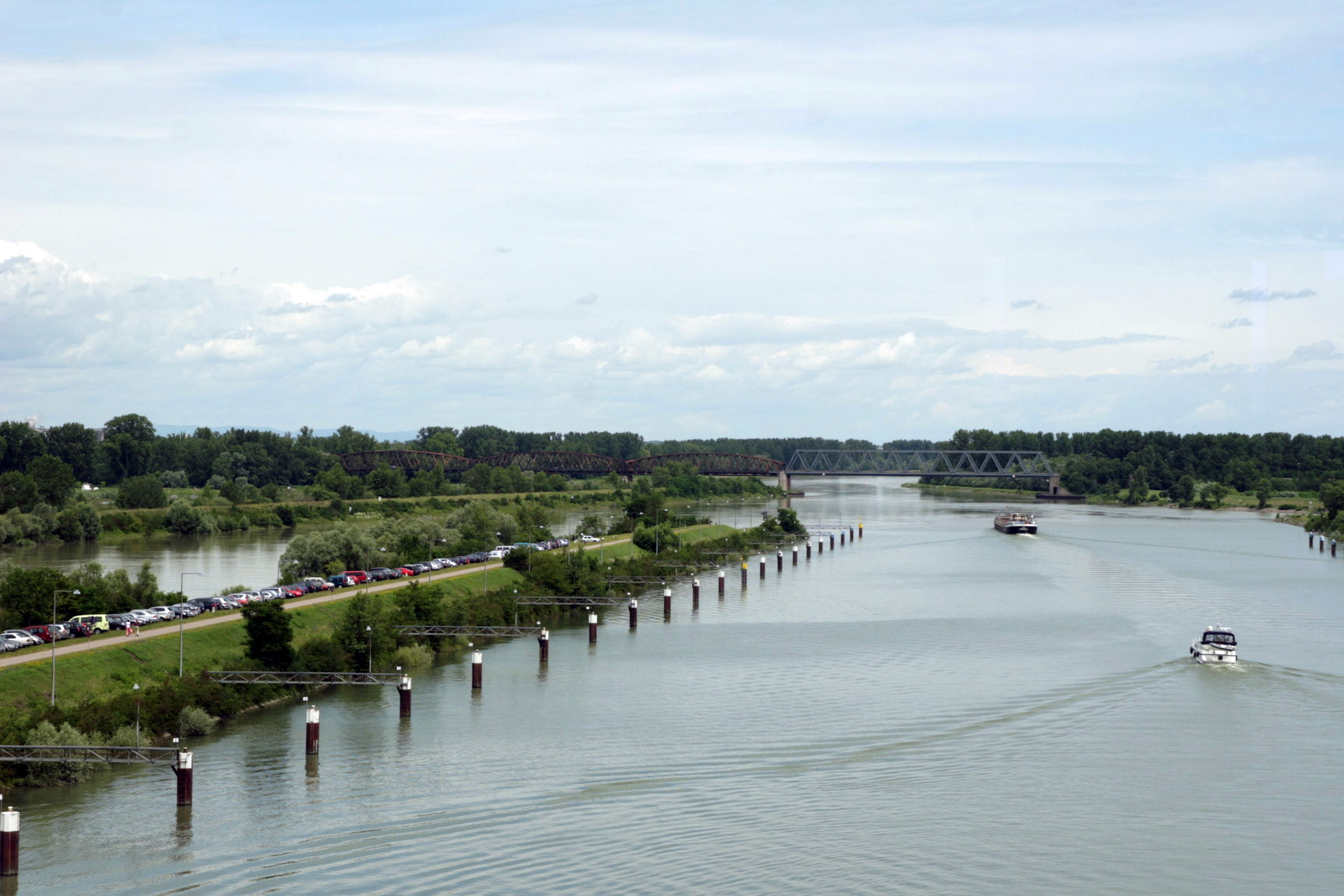
Wintersdorfer Brücke

Die Rheinbrücke Wintersdorf, die Wintersdorf mit Beinheim (Frankreich) verbindet, wurde ursprünglich von 1892 bis 1895 für den Bahnverkehr ins damals zu Deutschland gehörende Elsass zum Anschluss an die linksrheinische Bahn gebaut. Sie liegt auf Iffezheimer Gemarkung, aber befindet sich näher an Wintersdorf.
Im Zweiten Weltkrieg wurde sie gesprengt, bis 1949 in teilweise veränderter Form wieder aufgebaut und von Schienen- und Straßenverkehr gemeinsam genutzt. 1950 wurde der Personenzugverkehr zwischen Rastatt und Wintersdorf eingestellt. Seit 1960 sind die Schienen zugeteert und der Straßenverkehr kann zweispurig rollen. Im Verteidigungsfall hätten die Schienen allerdings reaktiviert werden und somit als Nachschubweg innerhalb der NATO dienen können. Eine Verbindungsstraße zwischen der Brücke und der B36 in Deutschland wird auch als NATO-Straße bezeichnet. Seit Ende der 1970er Jahre spielt die Brücke infolge der Inbetriebnahme der Staustufe Iffezheim nur noch eine untergeordnete Rolle in der Verkehrsinfrastruktur. Die 1974 errichtete deutsche Zollstation steht noch und beherbergte ehemals eine Bankfiliale. Seit Beendigung der regulären Grenzkontrollen wurde das Gebäude vorübergehend für verschiedene Zwecke genutzt, verfällt aber seit 2007, weil die Fläche für Waldnutzung ausgewiesen und eine neuerliche Nutzung nicht vorgesehen ist. Die Zollstation auf französischer Seite wurde mittlerweile abgerissen.
Heute wird die Brücke im Rahmen des Grenz- und Nahverkehrs zwischen dem Elsass und Baden für den Kraftfahrzeugverkehr bis 7,5 t, Radfahrer und Fußgänger genutzt.

### Historische Übergangsstellen
Darüber hinaus gibt es historische Übergangsstellen. So ist in einer Quelle aus dem Jahr 1472 die Rede von einem Fährmann namens Abrechts Heintze, der damals schon seit 40 Jahren Dienst auf „Rutzemanns Fahr“ tat. Diese Fähre überquerte den Altrhein zwischen Ottersdorf und Rastatt, als das Ried noch auf einer Insel lag. Weiterhin ist eine Beinheimer Fähre bekannt.

### Bahnnetz
Schienenverkehr fand im Ried vor allem in der Vergangenheit statt.
Aus dem 19. Jahrhundert gibt es eine im Güterbahnhof Rastatt beginnende Bahnlinie, die durch die Rastatter Stadtteile Siedlung und Münchfeld führt, dann am südlichsten Ende der Stadt die L75 (bis 2016 Teil der B36) quert und von dort zum Bahnhof Wintersdorf führt. Dieser wurde 1924 unter deutsch-französischer Verwaltung erbaut und zu einem Güterbahnhof mit 14 Gleisen ausgebaut (seit 1918 war der Rhein wieder Grenze). Als Zollbahnhof hatte er für ganz Baden große wirtschaftliche Bedeutung. Das Gleis führte weiter über die Wintersdorfer Rheinbrücke. Mit der Kriegserklärung Frankreichs im Jahr 1939 wurde der Verkehr zunächst eingestellt. In der Folge war der Verkehr auch durch die wiederholte Sprengung der Brücke unmöglich. Der Güterverkehr wurde nach 1945 auf den Grenzübergang in Kehl beschränkt, so dass der Güterbahnhof verfiel. Im März 1954 wurde der Güterbahnhof abgerissen.
Der Personenverkehr zwischen Rastatt und Wintersdorf wurde Anfang der 1950er Jahre wegen mangelnder Rentabilität eingestellt. Mit der Einstellung des Verkehrs über die Rheinbrücke 1960 verlor die Strecke ihre Bedeutung. Der Bahnhof Wintersdorf verfiel nach und nach.
Mitte der 1990er Jahre wurde das Mercedes-Benz-Werk Rastatt, in dem u. a. die A-Klasse von Mercedes-Benz gebaut wird, über eine eigene Bahnlinie mit dem Güterbahnhof Rastatt verbunden. Die Strecke wurde im Juli 1997 in Betrieb genommen. Sie vereinigt sich nahe der B36 mit der Strecke nach Wintersdorf, so dass der innerstädtische Teil der Strecke wieder genutzt wird. Der letzte große Einsatz der Strecke ergab sich 1999 nach dem Orkan Lothar, als Holz abtransportiert wurde. Danach war der weitere Streckenverlauf nach Wintersdorf stillgelegt, wodurch die gesamte Strecke nach und nach verwilderte.
Mittlerweile wird die Strecke von der Albtal-Verkehrs-Gesellschaft betrieben und dient u. a. als Material-Zwischenlager und vereinzelt auch für Nostalgiefahrten.

### Straßenverkehr
Im Ried selbst verlaufen keine bedeutenden Straßenverkehrswege. Es gibt allerdings eine Reihe von Landes- und Kreisstraßen:
- Am südlichen Rand des Gebiets befindet sich die L78b (die sogenannte NATO-Straße), die die Rheinbrücke Wintersdorf mit der B36 verbindet.
- Die L78a trifft von Iffezheim her kommend auf die L78b, geht durch Wintersdorf (Dorfstraße) weiter nach Ottersdorf (Wilhelmstraße) und Plittersdorf (Riedstraße), wo sie ein Stück gemeinsam mit der L77 verläuft (Fährstraße), um dann Richtung Steinmauern (als Blumenstraße) weiter zu laufen.
- Die L77 beginnt an der Rheinfähre Plittersdorf, läuft durch das Dorf hindurch (Fährstraße) weiter nach Rastatt
- Die K3741 beginnt im Ortskern Ottersdorf (Friedrichstraße) und verbindet diesen mit der K3769
- die K3769 wurde als Erweiterung zur besseren Anbindung des PKW-Werks Rastatt gebaut. Sie beginnt an der L77 und umläuft einen Teil des Werksgeländes und endet als Ottersdorfer Straße in Rastatt. Sie verbindet somit Ottersdorf mit Rastatt.
- Früher gab es eine schmale direkte Landstraße, die Ottersdorf mit der L77 verband. Infolge des Baus der heutigen K3769 wurde diese nicht mehr benötigt und für den Autoverkehr gesperrt.

Ein Verkehrsproblem im Ried ist der Pendelverkehr zwischen dem Elsass und dem Pkw-Werk Rastatt, der zu guten Teilen durch Ottersdorf und Wintersdorf verläuft. Daher gibt es mittlerweile eine Reihe von Maßnahmen, um den Verkehr innerhalb des Ortskerns etwas auszubremsen. Dazu gehören Verkehrsinseln (verschiedene Ortseingänge), künstlich verengte Straßen (südlicher Ortseingang Wintersdorf) und ein Kreisverkehr bei Wintersdorf. Weiterhin gibt es mehrere Ampeln, die in regelmäßigen Intervallen auf Rot schalten, um den Verkehr etwas auszubremsen, ansonsten aber lediglich Fußgängerübergänge sind.
Ein weiteres Problem ist der Verkehr durch Lkw, die das Pkw-Werk beliefern. Diese fahren entgegen den Empfehlungen des Werks und dem Vorhandensein von Umgehungsstraßen nach wie vor durch das Ried, wodurch eine hohe Lärmbelastung entsteht. Die Erschütterungen durch die Lastwagen haben auch viele Fachwerkhäuser in Mitleidenschaft gezogen. Das Problem wurde von den Ortsverwaltungen und der Werksverwaltung gemeinsam angegangen, was den Verkehr deutlich vermindert hat. Allerdings fahren nach wie vor ca. 150 schwere Lkw an Werktagen durch das Ried. Die Stadt Rastatt möchte daher die Ortsdurchfahrten Wintersdorf und Ottersdorf für Fahrzeuge mit mehr als 7,5 Tonnen Gewicht sperren. Allerdings hat das zuständige Regierungspräsidium hier Bedenken, da das Verkehrsaufkommen nicht übermäßig hoch sei und auch keine erhöhten Unfallzahlen zu beobachten seien.
In der Vergangenheit gab es mehrere Tankstellen im Ried. Die letzte Tankstelle in Plittersdorf wurde 2006 geschlossen und ab 2007 abgerissen.

### Öffentlicher Nahverkehr
Der öffentliche Nahverkehr besteht aus einigen Buslinien des Karlsruher Verkehrsverbundes:
- Die Linie 231 bedient Ottersdorf und Wintersdorf. Sie verläuft vom Rastatter Bahnhof über das Zay kommend durch Ottersdorf nach Wintersdorf. Seit Dezember 2022 sind einige Fahrten bis nach Frankreich verlängert, wobei meist über Beinheim und Roeschwoog bis nach Soufflenheim gefahren wird. Manche Fahrten gehen aber von Beinheim aus weiter nach Kesseldorf und Seltz. Neben dem Mercedes-Benz-Werk werden auch die Ottersdorfer und Wintersdorfer Schule angefahren.
- Die Linie 232 bedient Plittersdorf. Am anderen Ende der Linie befindet sich Rauental. Zwischen den beiden Endpunkten durchläuft die Linie das Rastatter Stadtzentrum. Neben vier Haltestellen in Plittersdorf wird auch die etwas außerhalb gelegene Gärtnerei Klingmann sowie das nördliche Ende des Mercedes-Benz-Werksgeländes bedient. Neben den erwähnten Fahrten der Linie 231 bedient die Linie am Abend einige Male das Freizeitparadies, kehrt dann nach Plittersdorf zurück, um dann auf der üblichen Strecke Richtung Rastatt weiterzufahren.
- Die Linie 218 fährt eigentlich in erster Linie von Iffezheim nach Baden-Baden. Sie band schon früher Wintersdorf von der Abzweigung am Bahnhof nach Iffezheim an, bis dies wieder eingestellt wurde. Mittlerweile (Stand Februar 2023) fährt sie an Schultagen einige Male am Tag von der Kirche in Ottersdorf über Wintersdorf nach Iffezheim, wo sie dann endet.
- Die Linie 233 fährt vom Rastatter Stadtzentrum über Plittersdorf zur Rheinfähre. Diese Linie wird von 1. April bis 1. November mit sieben Fahrten am Nachmittag angeboten, die alle von einem Ruftaxi mit verpflichtender Voranmeldung durchgeführt werden.

Zeitweise war auch eine Linie 238 eingerichtet, die von Rastatt kommend über Ottersdorf und Wintersdorf nach Haguenau im Elsass weiterfuhr und so offensichtlich elsässische Pendler zum Mercedes-Benz-Werk befördern sollte. Die Linie wurde aber nach einigen Jahren eingestellt.

### Telekommunikation
Plittersdorf und Ottersdorf sind von Rastatt her an das Telefonnetz angebunden und haben die Vorwahl 07222. Der zuständige Verteilerknoten befindet sich am Richard-Wagner-Ring im Rastatter Stadtteil Zay. Durch die fehlende Anbindung mit Glasfaserkabeln und den großen Abstand der beiden Dörfer zur Vermittlungsstelle waren lange Zeit nur recht niedrige Verbindungsgeschwindigkeiten über DSL-Anschlüsse möglich.
Ein Ausbau wurde verhindert, weil der Netzbetreiber Deutsche Telekom ihn nur unter bestimmten Bedingungen durchführen möchten. Hierzu gehören Garantien für eine bestimmte Anzahl von Anschlüssen sowie vertraglich vereinbarte Ausgleichszahlungen der Stadt Rastatt für den Fall, dass diese Planzahlen nicht erreicht werden. Man versuchte verschiedene Lösungsansätze seitens der Ortsverwaltungen, darunter Förderanträge und die Anbindung über eine ortsansässige Firma. Ende 2010 wurden von der Stadt Rastatt Leerrohre und Glasfaserkabel nach Ottersdorf und Plittersdorf verlegt. Im Frühjahr 2012 wurde eine Zusammenarbeit zwischen Vodafone und den star.Energiewerken bekannt gegeben, die eine Breitbandanbindung für alle Haushalte in Ottersdorf und Plittersdorf bis Mitte 2013 realisieren wollten. Ende Mai 2012 wurde der Auftrag ausgeschrieben. Der Ausbau war im Mai 2013 abgeschlossen. Testkunden konnten die Anbindung kurz danach testen. Seit Sommer 2013 ist das schnelle Netz in den Dörfern in Betrieb.
Wintersdorf wird von Iffezheim aus versorgt (Vorwahl 07229) und war von den Schwächen in der Breitbandanbindung nicht betroffen.

### PAMINA

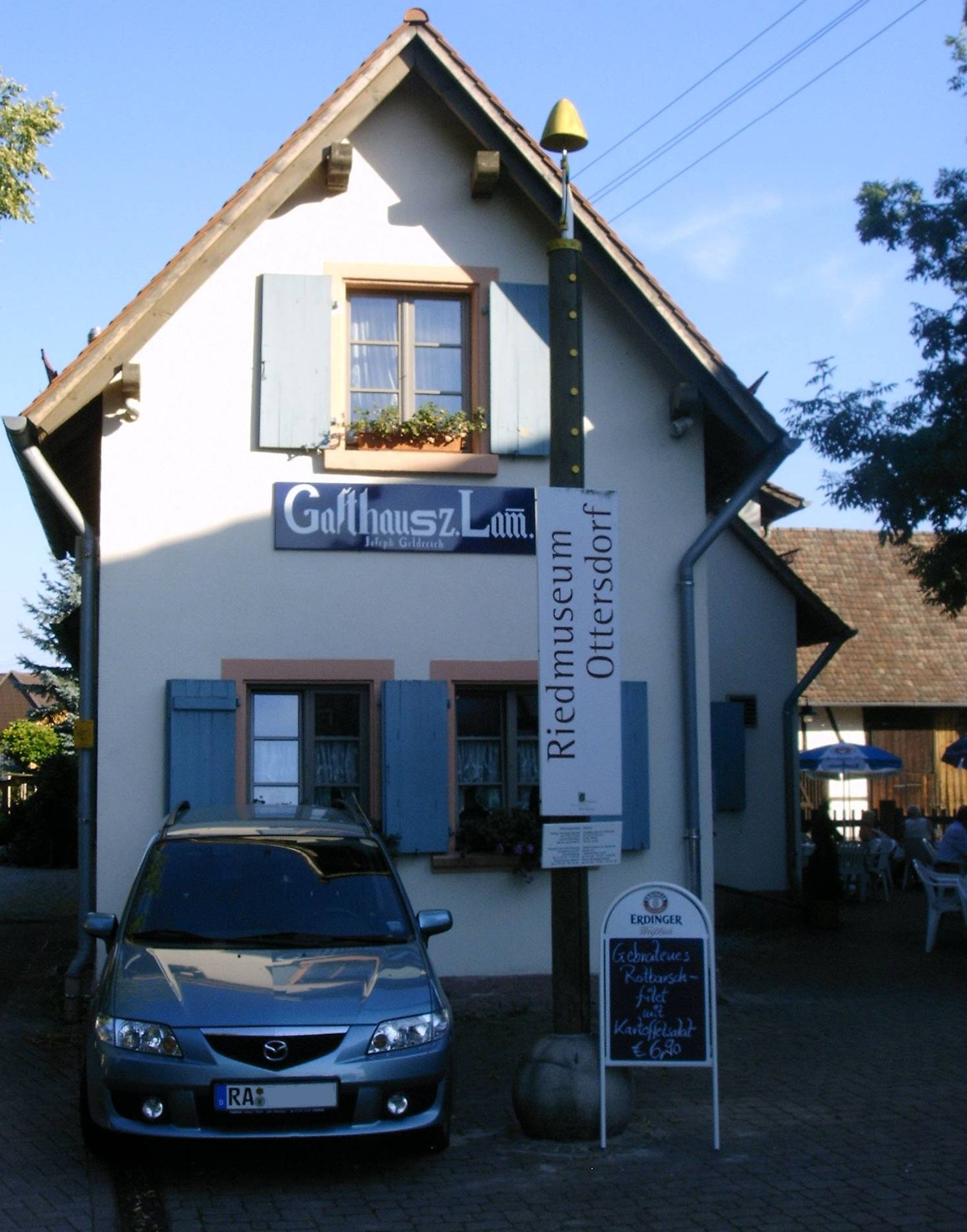
Eingang des Riedmuseums mit dem Gasthaus Zum Lamm

Das Ried liegt in der Region des Zweckverbandes PAMINA. Dieser hat das Ziel, die Kooperation zwischen dem nördlichen Elsass, dem Mittleren Oberrhein und der Südpfalz zu verbessern und so die gesamte Region zu entwickeln.
Die Zusammenarbeit findet nicht nur auf wirtschaftlicher Ebene statt. So gibt es einen Radwanderweg, beginnend an der Staustufe Iffezheim, der beidseitig den Rhein entlang läuft und somit auch einige Kilometer durch das Ried. Weiterhin gibt es einige Wege, wo mit Schildern über die Besonderheiten der Natur u. ä. sowohl in deutscher als auch in französischer Sprache hingewiesen wird.

### Riedmuseum
Das Riedmuseum in Ottersdorf berichtet über das Leben in der Region in der Vergangenheit. Neben einem Modell, das den Verlauf des Rheins vor der Rheinbegradigung anschaulich zeigt und zur Demonstration der Effekte geflutet werden kann, kann ein altes Wohnhaus besichtigt werden. Mittlerweile existiert ein Backhaus als neue Attraktion. 2008 zählte das Museum insgesamt 3586 Besucher.

### Unternehmen
Neben dem (zumindest teilweise im Ried gelegenen) Mercedes-Benz-Werk in Rastatt sind in den Riedorten einige mittelständische Unternehmen ansässig.
Im Bereich Einzelhandel und Dienstleistungen schwankt das Angebot.
Bäckereien sind in allen Orten vorhanden. Jedoch war Plittersdorf lange Zeit der einzige Riedort mit Supermarkt. In Wintersdorf wurde mittlerweile ein Supermarkt nahe der Rheinbrücke eröffnet, im Ottersdorf am Ortseingang Richtung Rastatt. In Ottersdorf gibt es zudem ein kleines Lebensmittelgeschäft.
Die Sparkasse Rastatt-Gernsbach betrieb in der Vergangenheit Filialen in allen Riedorten. Die Filiale in Ottersdorf war bis Dezember 2015 eine reguläre Filiale, die in Wintersdorf bis August 2016 und die in Plittersdorf bis Februar 2017. Die Filiale in Ottersdorf wurde im April 2018 geschlossen. Die anderen Filialen wurden mittlerweile auch geschlossen. Hintergrund der Schließungen und Servicebeschränkungen ist die rückläufige Nutzung der Filialen.
Die Volksbank pur betreibt in Wintersdorf eine Filiale. Die Filiale in Ottersdorf war seit April 2018 eine Selbstbedienungsfiliale gewesen, in der auf Terminvereinbarung Beratung angeboten wurden, ist mittlerweile wie auch die Filiale in Plittersdorf geschlossen. Die VR-Bank in Mittelbaden betreibt in Plittersdorf eine Filiale.